# Stazione di Berceto
La stazione di Berceto è una stazione ferroviaria della ferrovia Pontremolese, che collega Parma alla Spezia. Si trova in località Ghiare, nel comune di Berceto.

## Storia
La stazione venne aperta al traffico il 25 marzo 1889 con l'inaugurazione del tratto Fornovo di Taro-Berceto della ferrovia Parma-La Spezia.
La stazione rimase capolinea fino al 15 maggio 1893, quando la linea venne estesa fino a Borgo Val di Taro.
La stazione ebbe molta importanza, non tanto per il trasporto passeggeri (l'impianto infatti si trova in una zona non densamente popolata) quanto, invece, per il traffico merci grazie alla presenza della Fornace Marchino. Tuttavia, a causa della chiusura di quest'ultima e dell'incremento del trasporto su gomma, lo scalo merci divenne improduttivo e venne quindi chiuso.
Tutt'oggi però è possibile vedere i resti della passata importanza della stazione: lo scalo merci è piuttosto grande rispetto alle stazioni di bassa importanza e sono ancora visibili una gru e la vecchia torre dell'acqua un tempo utilizzata per il rifornimento delle locomotive a vapore.
Il giorno 22 maggio 1996 venne attivata la variante di tracciato a doppio binario tra Berceto e Solignano; quest'intervento comportò l'installazione di una nuova banchina, la costruzione di un sottopassaggio e la ristrutturazione del fabbricato viaggiatori, nonché la demolizione del vecchio ponte che attraversava il Fiume Taro tra Berceto e la oramai dismessa stazione di Valmozzola.

## Struttura ed impianti

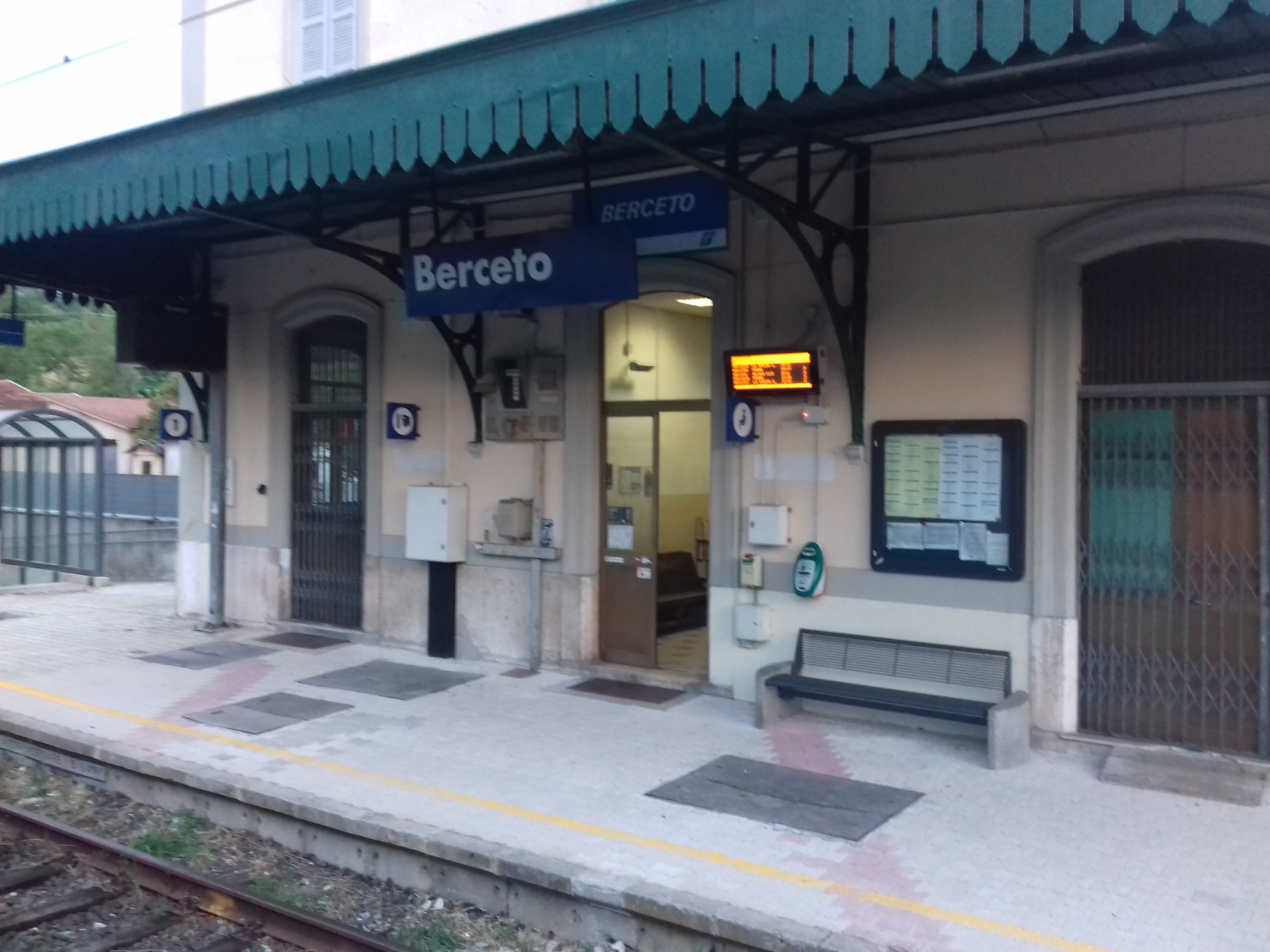
Particolare del fabbricato viaggiatori

La stazione è gestita da Rete Ferroviaria Italiana, che la classifica nella categoria bronze.
Il fabbricato viaggiatori si compone di due livelli ma soltanto il piano terra è aperto al pubblico. Sia dal lato rivolto verso la strada che da quello orientato verso la ferrovia è presente una pensilina in ferro.
L'ex magazzino merci oggi è stato convertito a deposito ed alcune porte sono state murate. Nell'area dell'ex scalo sono stati costruiti alcuni edifici ad un solo piano che ospitano gli uffici tecnici di Rete Ferroviaria Italiana.
La suddetta area ospita anche una Base Transceiver Station del servizio Global System for Mobile Communications-Railway di Rete Ferroviaria Italiana.
Il piazzale si compone di tre binari. Nel dettaglio:
- Binario 1: è un binario su tracciato deviato; viene usato per precedenze o incroci tra i treni.
- Binario 2: è il binario di corsa per i treni che provengono da Parma.
- Binario 3: è il binario di corsa per i treni che provengono da La Spezia; presso la radice sud della stazione di Berceto termina il tratto a doppio binario, pertanto i treni diretti o provenienti da questa direzione devono affrontare un deviatoio.

Tutti i binari sono dotati di banchina, riparati da una pensilina e collegati fra loro da un sottopassaggio.
Nel piazzale, inoltre, trovano posto ulteriori binari adibiti all'accantonamento del materiale rotabile.

## Movimento
Il servizio passeggeri è svolto da parte di Trenitalia e Trenitalia Tper per conto della Regione Emilia-Romagna.
I treni che servono la stazione sono unicamente di tipo regionale (per un totale di circa cinquantacinque) e le loro principali destinazioni sono: Parma, La Spezia e Pontremoli.
A novembre 2019, la stazione risultava frequentata da un traffico giornaliero medio di circa 184 persone (83 saliti + 101 discesi).

## Interscambi
- Fermata autobus (linee TEP)